# Blomberg–Fritsch-krisen
| Werner von Blomberg. |  | Werner von Fritsch. |
| Werner von Blomberg. |  | Werner von Fritsch. |

Blomberg–Fritsch-krisen kallas de händelser i början av år 1938 som ledde till att de tyska generalerna Werner von Blomberg och Werner von Fritsch avskedades från Wehrmachts ledning.

## Bakgrund
Den 5 november 1937 höll Adolf Hitler en hemlig konferens i rikskansliet i Berlin. Närvarande var, förutom Hitler och protokollföraren Friedrich Hossbach, de militära ledarna Werner von Blomberg, Werner von Fritsch, Erich Raeder och Hermann Göring samt utrikesminister Konstantin von Neurath. Hitlers syfte med konferensen var att uppmana de församlade att förbereda sig för krig. Hitler menade, att det var av största betydelse att Tyskland genom krigsinriktad expansion skaffade sig det livsrum (Lebensraum) det behövde för att säkerställa sin position som stormakt.
Hitler var efter konferensen missnöjd med von Blombergs och von Fritschs reaktioner. Det framgår av protokollet att båda generalerna var tveksamma inför att inleda krigsförberedelser. Hitler krävde att den tyska krigsmakten utan invändningar skulle gå med på hans förslag.

## von Blombergs äktenskap
Den 12 januari 1938 gifte sig den 59-årige von Blomberg med den betydligt yngre Luise Margarethe Gruhn. Göring hade varit best man och Hitler bröllopsvittne. Inom kort upptäckte Berlinpolisen att den unga bruden var före detta prostituerad och även poserat för pornografiska fotografier. Det var högst olämpligt att en man i von Blombergs ställning – han var överbefälhavare – var gift med en kvinna med ett sådant förflutet. Hitler beordrade därför von Blomberg att få äktenskapet ogiltigförklarat. von Blomberg vägrade. Då hotade Göring med att offentliggöra Gruhns förehavanden. von Blomberg avgick då som överbefälhavare och krigsminister.

## von Fritsch
I fallet von Fritsch samarbetade Göring med SS-chefen Heinrich Himmler. En SS-akt innehöll anklagelser om att von Fritsch var homosexuell. von Fritsch hade tidigare blivit utpressad av en manlig prostituerad, men Hitler hade då hållit von Fritsch om ryggen. När nu den prostituerade vidhöll sina uppgifter, krävde Hitler von Fritschs avsked.
Den 5 februari 1938 tillkännagav Hitler att de båda generalerna hade avgått på grund av hälsoskäl. Månaden därpå tog den manlige prostituerade tillbaka sina beskyllningar och von Fritsch blev rentvådd och rehabiliterad.